# Ан-14Ш
Ан-14Ш — літак-лабораторія для відпрацювання та випробувань конструкції шасі на повітряній подушці (ШПП) транспортних літаків великої вантажопідйомності.

## Історія[1]
З ініціативи О. К. Антонова, в 1971 році ДКБ розпочало проєктування ШПП для літака Ан-14 (котрий отримав позначення Ан-14Ш). Роботу вела група ентузіастів з 8 осіб на чолі з Б. М. Коломійцем. У 1980 році на серійний Ан-14 був пристикований відсік з ШПП, який був моделлю в масштабі 1:2 аналогічного відсіку для Ан-12. Випробування керованості Ан-14Ш почалися в грудні 1981 року. Перший політ Ан-14Ш здійснив зимою 1983, за штурвалом якого знаходився екіпаж у складі: льотчик-випробувач В. Лисенко та бортінженер В. Мареєв, з аеродрому льотно-випробувальної бази ДКБ. Літак летів на висоті 15-20 м, але турбоагрегат не припиняв свою роботу і не прибиралось ШПП.

## Технічний описШПП[2]
Всередині фюзеляжу встановлений турбоагрегат ТА-6А-1, для відбору повітря для подушки. Під фюзеляжем розташоване гнучке огородження (ГО). Огорожа складається з надувного тороїдального балона з 4 спеціальними внутрішніми торами навколо точок, через які подається повітря. Конструкція дозволяла автоматично створювати відновлювальний момент при крені літака. Завдяки розташуванню вихідних точок на значній відстані від краю ГО, наявності декількох рядів зносостійких протекторів, що утворювали лабіринтові ущільнення, створювався значний опір вихідному повітрю. У результаті він на виході мав енергію, меншу в порівнянні з попередніми схемами ГО. ГО із загальною площею, що дорівнює площі крила Ан-14, могло забиратися в спеціальний контейнер, що зменшувало опір ШПП в польоті.

## Технічні характеристики
Джерело: 
Основні характеристики
- Екіпаж: 2 чолвіка
- Довжина:
- Висота: 4,63 м
- Розмах крила: 21,99 м

- Площа крила: 39,72 м²
- Крило у плані: трапецевидне
- Максимальна злітна маса: 3420 кг
- Маса палива у внутрішніх баках: 290 кг
- Силова установка: 2 × Поршневий АІ-14РФ  300 к.с. ( 220 кВт)

Льотні характеристики
- Крейсерська швидкість: 165 км/год
- Практична дальність: 450 км